# جرج ایستمن (بازیگر)
جرج ایستمن (انگلیسی: George Eastman؛ زادهٔ ۱۶ اوت ۱۹۴۲) بازیگر، کارگردان و فیلم‌نامه‌نویس اهل ایتالیا است. 
از فیلم‌هایی که وی در آن نقش داشته‌است، می‌توان به آن روز نفرین‌شدهٔ تسویه‌حساب، بن و چارلی، ترس از صحنه، شهوت‌انگیز بی‌پرده، داستان بل استار، سال ۲۰۲۰ - گلادیاتورهای آینده، خون سرخ، آدم‌خوار، یونیفرم‌های قرمز، حس دشوار، ساتیریکون فلینی، آوای وحش، پورنو هولوکاست، کالیگولا… قصه ناگفته، سکس سیاه، امانوئل – خشونت علیه زنان چرا؟، انتقام امانوئل، ۲۰۱۹، پس از سقوط نیویورک، انتقامجویی از آینده، دلیریوم، جنگو، آماده مرگ باش، کریستال یا خاکستر و آدم بی‌سر و پا اشاره کرد.